# 石生冬青
石生冬青（学名：Ilex saxicola）为冬青科冬青属下的一个种。

## 扩展阅读
- 維基物種上的相關：石生冬青